# 东山街道 (海拉尔区)
东山街道，是中华人民共和国内蒙古自治区呼伦贝尔市海拉尔区下辖的一个乡镇级行政单位。东山街道于2018年成立。东山街道辖区面积26.78平方公里，目前辖区人口2万人。

## 行政区划
东山街道实行街道辖社区管理体制，街道办事处驻岭上家园E区，共管辖远山、林海、望海、东海4个社区。